# 九州農政局宮崎県拠点
九州農政局宮崎県拠点（きゅうしゅうのうせいきょくみやざきけんきょてん）は、農林水産省の地方支分部局である九州農政局（熊本市）の出先機関。

## 主たる業務
宮崎県内における農業者の経営安定に関する業務全般を担当する。
2015年10月に行われた農林水産省の組織見直しにより、「九州農政局宮崎農政事務所」→「九州農政局宮崎地域センター」・「九州農政局延岡地域センター」から「九州農政局宮崎県拠点」に改められ、消費者に関する分野は九州農政局本局に業務統合された。

## 組織
- 宮崎県拠点（宮崎市老松）
  - 延岡駐在所（延岡市大貫町）2019年3月に廃止[1]。

## 管内事務所・事業所
- 南部九州土地改良調査管理事務所（都城市志比田町）
  - 宮崎支所（宮崎市清武町）2019年3月31日閉鎖。
- 西諸農業水利事業所（小林市大字堤）